# Huleaipole
Huleaipole (în ucraineană Гуляйполе) este orașul raional de reședință al raionului Huleaipole din regiunea Zaporijjea, Ucraina. În afara localității principale, mai cuprinde și satele Marfopil, Vesele, Zatîșșea și Zelenîi Hai.

## Demografie
Componența lingvistică a orașului Huleaipole
     Ucraineană (94,5%)
     Rusă (5,24%)
     Alte limbi (0,1%)
Conform recensământului din 2001, majoritatea populației orașului Huleaipole era vorbitoare de ucraineană (94,5%), existând în minoritate și vorbitori de rusă (5,24%).